# Necrópolis de Ancón
La Necrópolis de Ancón, también denominada Necrópolis de Miramar, es un cementerio prehispánico de más de diez mil metros cuadrados ubicado al norte de la bahía de Ancón, a 43 km de la ciudad de Lima. Actualmente, este sitio sigue siendo una importante fuente de estudio para futuras investigaciones dada su extraordinaria riqueza (miles de tumbas aún por explorar), además de constituir un valioso patrimonio arqueológico.

## Ubicación geográfica
Ancón ha sido ocupada continuamente desde el Precerámico —es decir, guarda una historia de más de 100 siglos—. Esta característica se debe a su privilegiada posición geográfica, de por sí en su litoral encontramos una marea mansa y una ensenada, todo lo cual facilita el marisqueo y la pesca —la riqueza marina está asegurada—, adicionalmente tenemos las Lomas de Ancón, las cuales cada año entre agosto y noviembre (invierno) reverdecen, permitiendo la recolección de frutos silvestres y la caza de ciertos animales (roedores y venados), por último tenemos que se encuentra entre la parte baja de dos importantes ríos: Chancay y Chillón, lo cual permitirá el desarrollo del comercio.
El sedentarismo tuvo un matiz distinto en Ancón, pues debido a las características geográficas ya mencionadas, no fue necesario desarrollar la agricultura para que el anconense antiguo decida asentarse definitivamente aquí —al menos no en un primer momento—, los recursos los sacaba o del mar, o de las lomas, o de los valles. Cazar y recolectar eran más que suficientes para el día a día.

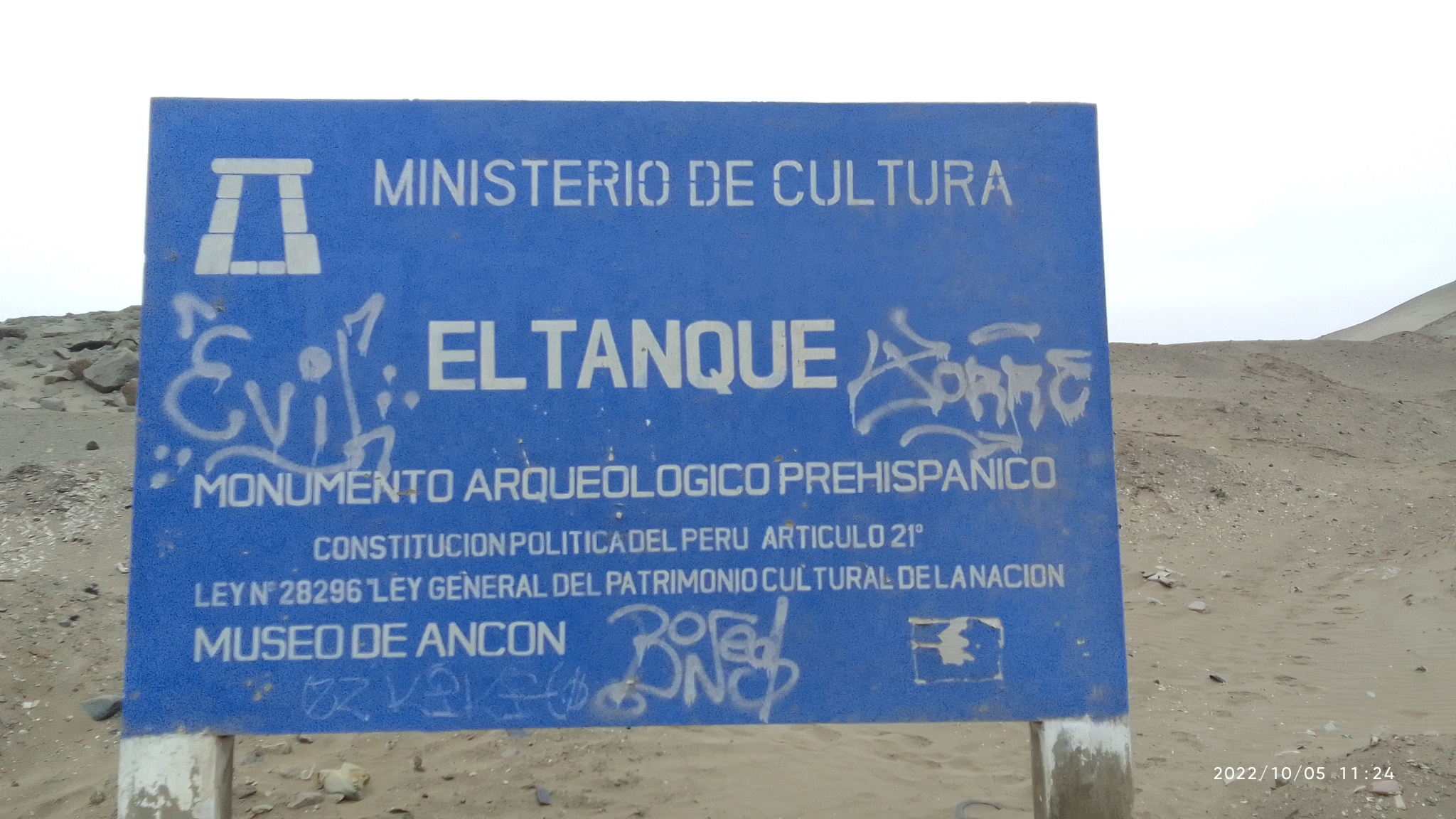
"El tanque", otro sitio arqueológico de Ancón, en él encontramos las tres "murallas" que encontró Kauffman, que por cierto, fue él quién denominara a este lugar así.

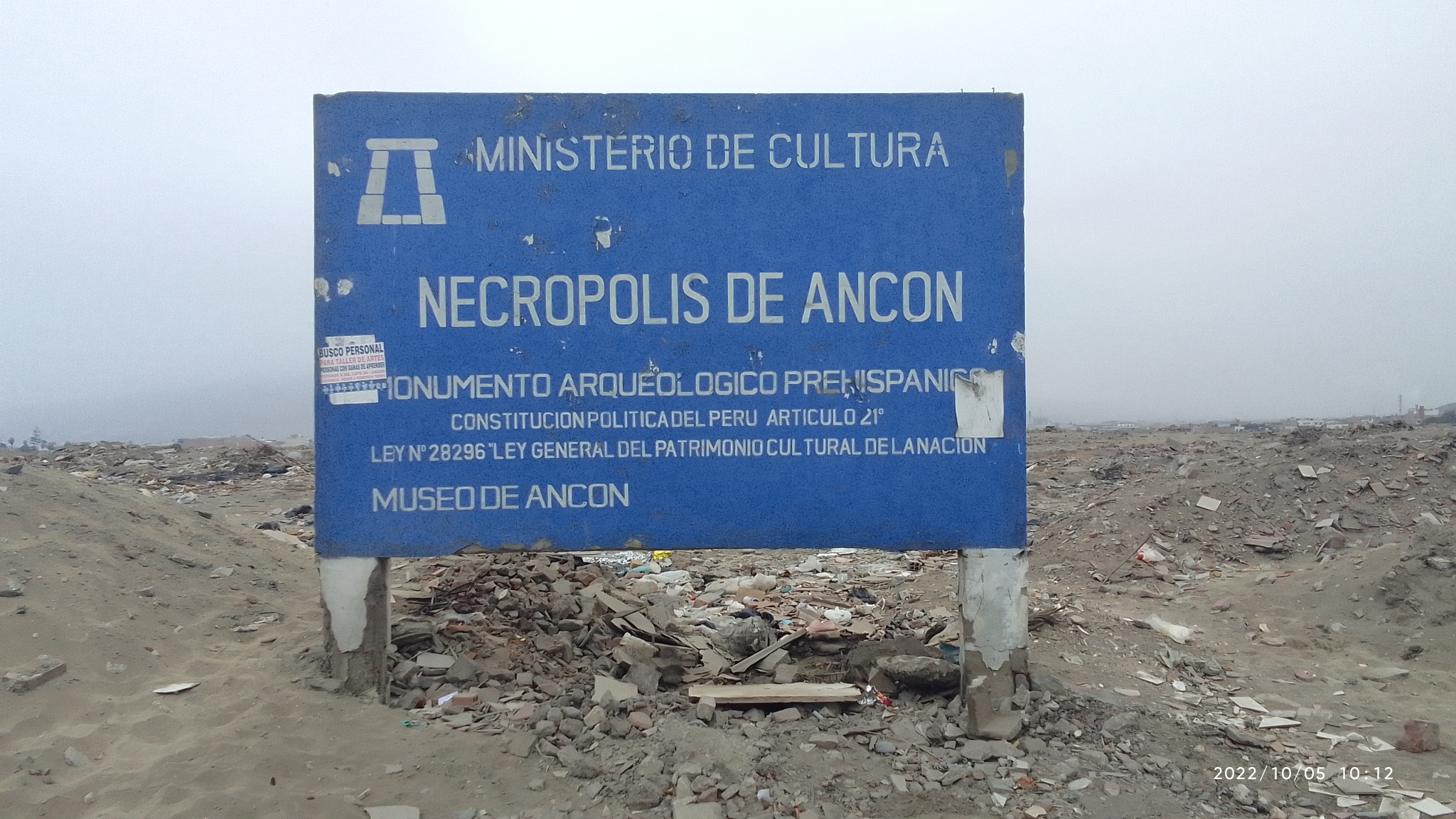
Cartel de bienvenida a la Necrópolis de Ancón, la necrópolis más grande de Sudamérica

## Historia
Desde el siglo XIX, la necrópolis de Ancón despierta interés entre los pioneros de la ciencia arqueológica. El sitio contiene evidencias de diversos grupos humanos desde los tiempos más remotos hasta el presente. Arqueológicamente es un sitio impresionante, ya que los investigadores alemanes Alphons Stubel y William Reiss excavaron aquí a finales del siglo XIX, con numerosos tratados escritos en inglés y alemán (Necropolis of Ancon – Das Totenfold von Ancon), proporcionando así una mayor perspectiva e interés por las culturas que se encuentran en el cementerio. Posteriormente, este lugar atrajo el interés de muchos arqueólogos e investigadores, como Julio C. Tello, Toribio Mejía, William Duncan Ströng, Gordon Willie, Pedro Villar Córdoba, Federico Kauffmann, Francisco Iriarte Brenner y otros.
A la fecha Ancón cuenta con un pequeño museo, ocupando la menor parte del área del cementerio, pero la mayor área no está adecuadamente ocupada por construcciones rurales que cubran los extensos sitios arqueológicos de todas las épocas del proceso histórico del país.

## Cronología
La zona de Ancón es de las pocas con población constante a lo largo del tiempo.
El periodo subchavín lo propone Herman Buse, este intervalo incluiría tanto la influencia Chavín en sí como la fase de formación de la cultura Chavín, más conocida como chavinoide.

## Estudios
Todo comienza en 1875, cuando llegaron a la zona los investigadores alemanes Wilhelm Reiss y Alphons Stübel, quienes realizaron el primer descubrimiento científico mediante excavaciones en la necrópolis de Miramar. Sus investigaciones lo plasmaron en una célebre obra en tres tomos, publicadas en Berlín en 1880-1887; gracias a ellos contamos con dibujos del material cultural recuperado y un mapa de registro de toda su área de excavación y alrededores. Es por ello que la labor conjunta de Reiss y Stübel es considerada por algunos como la precursora de la arqueología científica en el Perú, debido a que la documentación sistemática de los objetos encontrados era la única en su género de ese tiempo.
Posteriormente, en 1876 Charles Wiener visitó Ancón y excavo una serie de entierros en la necrópolis de Miramar, su totalidad de piezas recuperadas pasaron a integrar los fondos del Musée Ethnographique de París, Francia. Años siguientes (1891) George Amos Dorsey excava alrededor de 127 tumbas en la necrópolis, actualmente su colección se conserva en el Museo de Historia Natural de Chicago, en Estados Unidos de Norteamérica. Años consiguientes (1904) trabajó en el sitio otro alemán, el arqueólogo Max Uhle (1904), considerado el verdadero iniciador de la arqueología científica en el Perú, quien expandió los aportes de Reiss y Stübel, desenterrando más contextos funerarios y llegando a relevantes conclusiones sobre la necrópolis. Además de ello fue el primero en registrar el conchal de Las Colinas.
Ante la pronunciada urbanización de la zona de Miramar, se realizaron una serie de investigaciones de rescate entre 1945 y 1950, a cargo del célebre Julio C. Tello. En el marco de este proyecto se excavó un área de 2000 por 200 m, que puso al descubierto 1570 contextos funerarios con 14.055 objetos. Además, Tello excavó también 264 contextos en Las Colinas que fueron analizados y descritos por su discípula Rebeca Carrión Cachot (1951).
Con el paso del tiempo se dieron diversas excavaciones en el área, una de ellas y muy relevante es la del arqueólogo Federico Kauffmann Doig, quien trabajó también en la zona de Miramar, en el marco del proyecto “Tumbas de Ancón” (1992), en aquel entonces director del Centro de investigaciones Arqueológicas de Ancón. Otro de los más destacados investigadores es Peter Kaulicke, quien publicó en 1997 Contextos funerarios de Ancón: Esbozo de una síntesis analítica
Tengamos en cuenta que cuando hablamos de tumbas en la Necrópolis de Ancón estamos hablando de miles de unidades, la mayor parte de ellas aún siguen bajo tierra. Esta enorme cantidad de personas enterradas nos da la idea de la gran densidad poblacional que se desarrolló en Ancón. Sin embargo, lo raro radica en que no encontramos restos arquitectónicos monumentales como los hay en otras huacas de Lima, esto porque los anconenses construyeron sus casas con juncos de totora y cañas —con las que también hacían sus embarcaciones—, materiales poco durables. Esto nos plantea la idea acerca de que Ancón funcionó no como una gran urbe, sino más bien como un gran tambo, de paso obligatorio y estacional para conectar otras ciudades de los valles de Lima, tales como Chancay, Pachacamac, Lima, Carabayllo, Collique... Lo cual permitiría el desarrollo comercial no solo con culturas de valles bajos, sino también con culturas de las partes altas de los valles, evidenciado esto a través del comercio de llamas, cuyes, focas marinas y pescado seco —estos dos últimos típicos de los anconenses—.
Por otro lado también se plantea la teoría de que esta evidencia de una gran masa poblacional sería producto de la existencia de un río —que hoy ya estaría seco—, Iriarte Brenner junto a otros investigadores lo habrían encontrado.

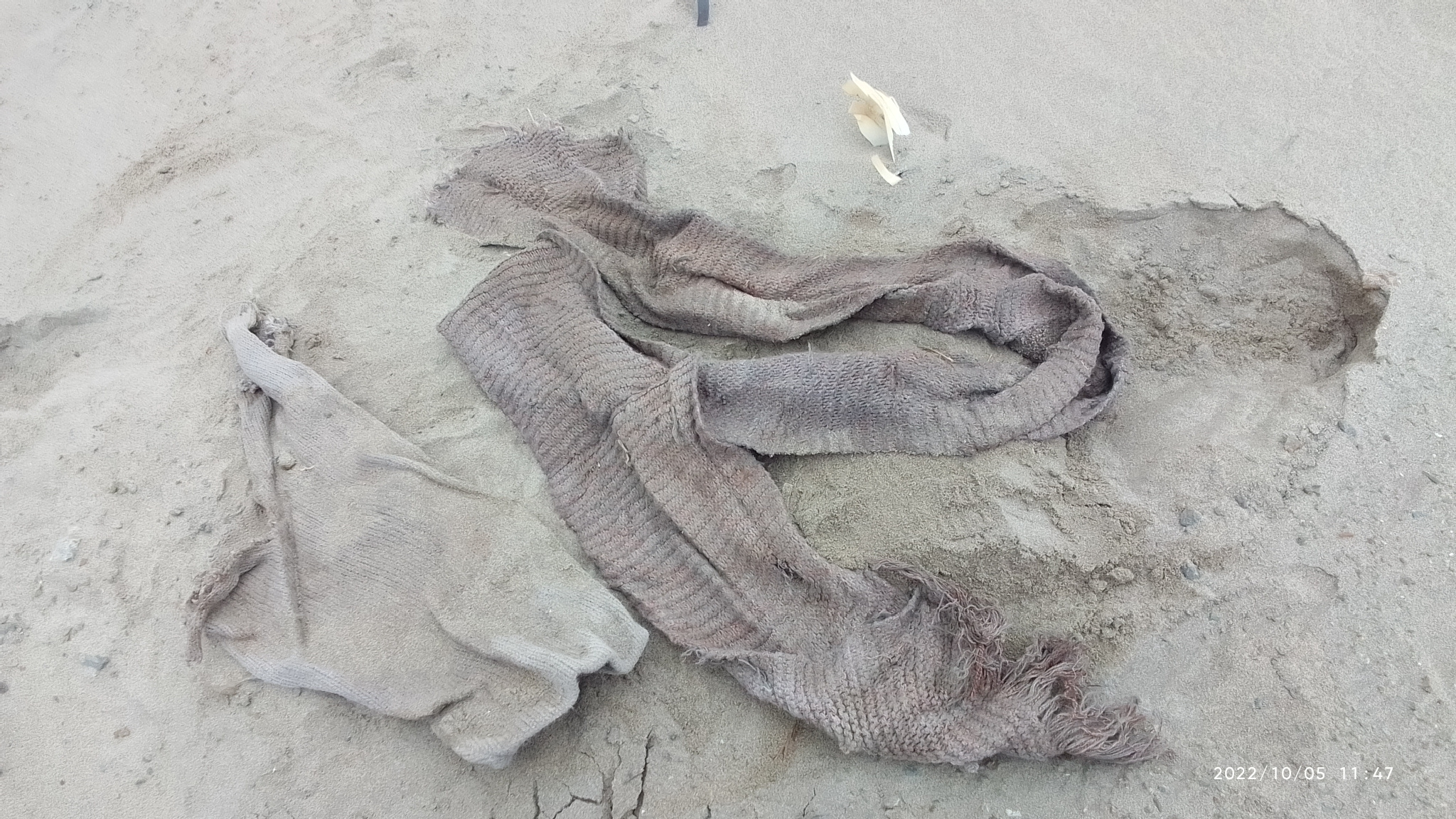
Cinturón ornamental en el cerro Las Colinas en el sitio arqueológico El Tanque en Ancón

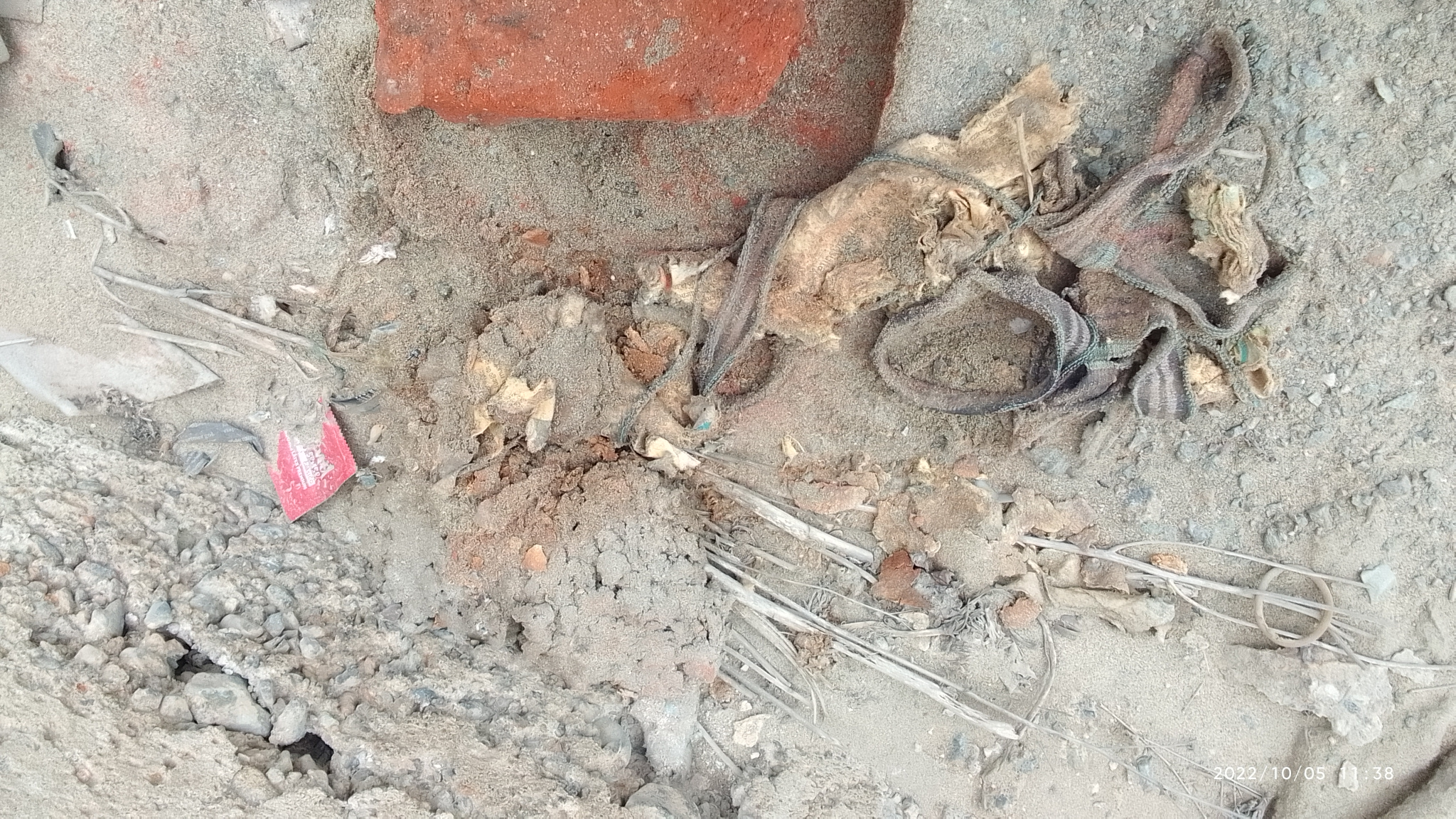
Textil en el cerro Las Colinas

El río desciende de una quebrada ubicada al Sureste de "Punta Pasamayo" y al norte del cerro que se ve al fondo y centro de la fotografía, quebrada llamada "Los Canarios", y después de atravesar la llanura con dirección Norte-Sur se desvía para alcanzar el mar a la altura del Campamento del Patronato Nacional de Arqueología. En su margen izquierdo, aguas abajo, a todo lo ancho del yacimiento, se encuentra un muro de piedras y barro, que anteriormente se creía que fuera el límite del cementero; pero, construido seguramente como muro de contención para encausar las aguas del río. Sobre el limo hemos hallados huellas de pies desnudos, lo que nos indica que cuando el río traía agua vivían allí seres humanos (p, 210)

## Restos arqueológicos

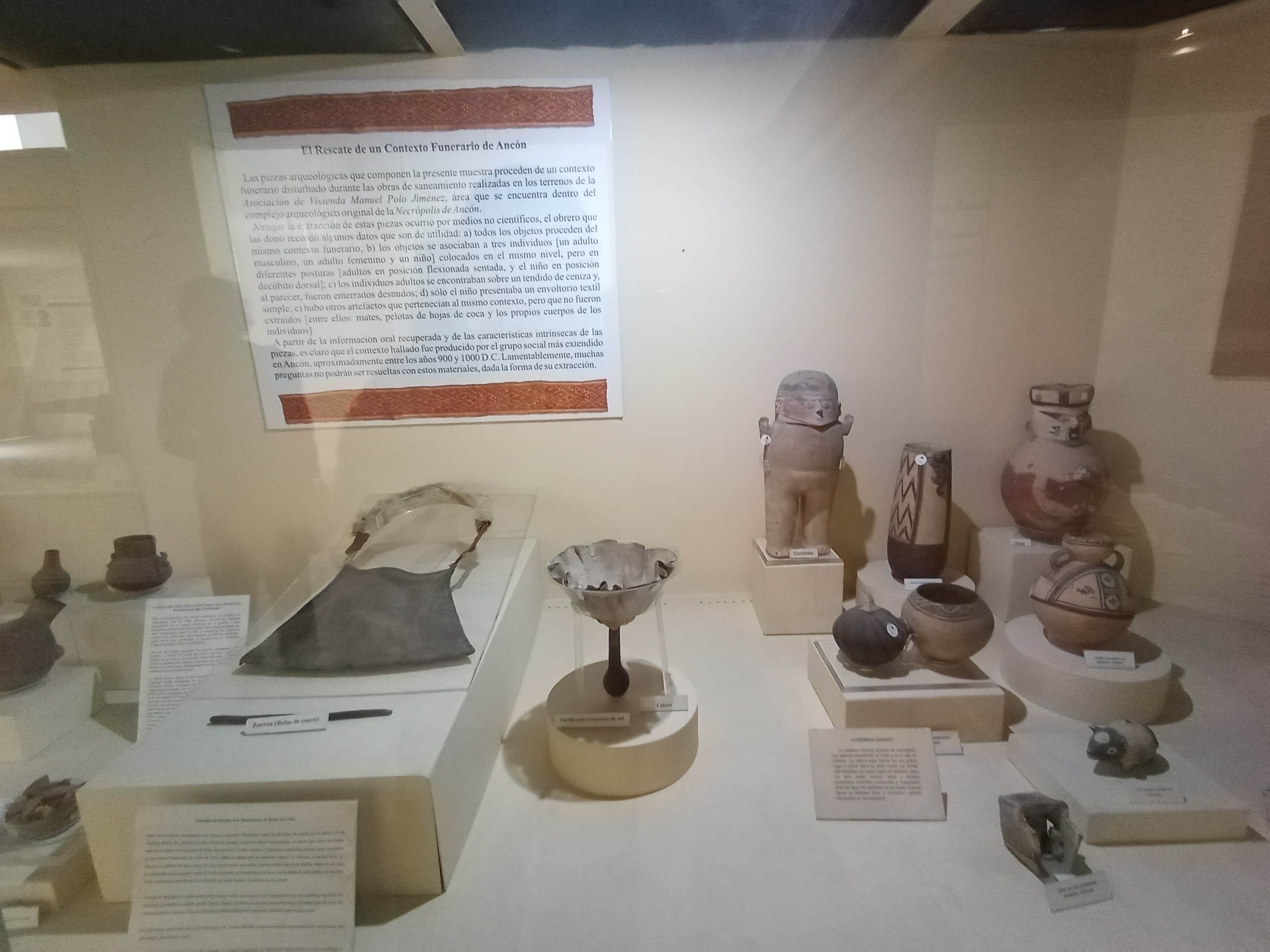
Restos arqueológicos hallados en la necrópolis expuestos en el Museo de Ancón.

Las colecciones del Museo de Ancón provienen de las labores de rescate arqueológico en las décadas de 1960 y 1970 en el antiguo cementerio español de Pasamayo y la Necrópolis de Miramar (Ancón), así como de posteriores excavaciones en dicho sitio, gracias al museo de sitio y a la intervención de la cultura de Ancón y de posibles eventos realizados. Esta colección, enriquecida además por medio de donaciones es resguardada por el museo para su exhibición y fomento de la investigación. Cumpliendo con estos objetivos, el Museo de Ancón es uno los primeros en contar con un completo inventario y catalogación digital de todos los bienes culturales que custodia. Dentro de ese inventario podemos hallar utensilios, jarrones, tinajas, platillos, entre otros elementos.